# Едвін Гедлі
Едвін Гедлі (англ. Edwin Hedley, 23 липня 1864 — 22 травня 1947) — американський академічний веслувальник.
Олімпійський чемпіон 1900 року в складі вісімки.